# Dowew
Dowew (hebr. דוב"ב) – moszaw położony w samorządzie regionu Merom ha-Galil, w Dystrykcie Północnym, w Izraelu.
Leży w północnej części Górnej Galilei, przy granicy z Libanem.

## Historia
Moszaw został założony w 1963.

## Gospodarka
Gospodarka moszawu opiera się na sadownictwie.